# Michael Kaufmann (Politiker)
Michael Heinz Kaufmann (* 21. April 1964 in Gera) ist ein deutscher Ingenieur, Hochschullehrer und Politiker der Alternative für Deutschland (AfD). Er ist seit 2021 Bundestagsabgeordneter. Zuvor war er von 2019 bis 2021 Mitglied des Thüringer Landtags, dessen Vizepräsident er von März 2020 bis November 2021 war.

## Ausbildung und berufliche Tätigkeiten
Kaufmann besuchte von 1970 bis 1980 die 14. Polytechnische Oberschule in Gera. Anschließend machte er bis 1983 eine Berufsausbildung mit Abitur in Halle (Saale) und erwarb einen Facharbeiterbrief im Beruf „Gas- und Wärmenetzmonteur“. Zwischen 1983 und 1985 arbeitete Kaufmann in diesem Beruf im VEB Heizkraftwerk Süd in Gera.
1985 bis 1990 studierte er an der Bergakademie Freiberg in Sachsen in der Sektion Maschinen- und Energietechnik, Fachrichtung: Energieanwendung. Er vertiefte sich in industrieller Energetik/Prozessautomatisierung und hatte einen Auslandsaufenthalt am Polytechnischen Institut in Riga (Sowjetunion). Er schloss das Studium als Diplom-Ingenieur ab. 1990/1991 war er als Wissenschaftlicher Mitarbeiter an der Fakultät für Maschinenbau, Verfahrens- und Energietechnik der TU Bergakademie Freiberg tätig, anschließend bis 1996 Entwicklungsingenieur bei der KHD Humboldt Wedag Processautomation GmbH in Köln, einem Unternehmen der Klöckner-Humboldt-Deutz AG (KHD). Von 1997 bis 1999 war er Gesellschafter und Geschäftsführer der SiliTec Ingenieurgesellschaft für Silicattechnik mbH in Freiberg.
1999/2000 hatte Kaufmann ein Stipendium des DAAD für einen Studienaufenthalt an der Purdue University im US-Bundesstaat Indiana und an der University of California, San Diego. Von 2000 bis 2010 war er wissenschaftlicher Mitarbeiter am Institut für Angewandte Informatik/Automatisierungstechnik (AIA; bei Georg Bretthauer) am Karlsruher Institut für Technologie (KIT). 2002 promovierte Kaufmann zum Dr.-Ing. an der Fakultät für Maschinenbau der Universität Karlsruhe (TH). Er verfasste eine Dissertation zum Thema: „Ein neues automatisierungstechnisches Konzept zur modellgestützten On-line-Optimierung der Glasproduktion“. 2010 erfolgte die Habilitation für das Lehrgebiet „Automatisierungstechnik“ an der Fakultät für Maschinenbau am Karlsruher Institut für Technologie (KIT). Dazu legte er eine Habilitationsschrift zum Thema „Ein Beitrag zur Informationsverarbeitung in mechatronischen Systemen“ vor.
Seit 2010 ist Kaufmann Professor für Mess-, Steuerungs- und Regelungstechnik an der Ernst-Abbe-Hochschule in Jena.

## Politik
2013 gründete Kaufmann die AfD und den Landesverband Thüringen der AfD mit. 2013 war er der Spitzenkandidat der AfD Thüringen für die Bundestagswahl 2013. 2017 war er der Direktkandidat der AfD im Wahlkreis 195 für die Bundestagswahl 2017 und verlor diesen mit 26,5 % der Erststimmen gegen Albert Weiler (CDU), 30,9 %.
Am 27. Oktober 2019 zog Kaufmann über die Landesliste der AfD als Abgeordneter in den Thüringer Landtag ein. Am 5. März 2020 wurde Kaufmann zum Vizepräsidenten des Thüringer Landtags gewählt.
Zur Bundestagswahl 2021 trat Kaufmann erneut im Wahlkreis 195 an und setzte sich mit 29,3 % der Erststimmen gegen Albert Weiler (CDU, 21,0 %) durch. Im Zuge seiner Wahl in den Deutschen Bundestag legte er sein Landtagsmandat nieder. Für ihn rückte Thomas Gröger in den Landtag nach. Die AfD-Bundestagsfraktion schlug ihn für das Amt eines stellvertretenden Präsidenten des Bundestages vor, für das er aber am 26. Oktober 2021, am 9. Dezember 2021 und am 7. April 2022 nicht die erforderliche Mehrheit erreichte. Im 20. Bundestag war Kaufmann ordentliches Mitglied im Ausschuss für Bildung, Forschung und Technikfolgenabschätzung. Zudem gehörte er als stellvertretendes Mitglied dem Haushaltsausschuss an. Am 9. November 2023 verfehlte er die notwendige Mehrheit für die Wahl in das Parlamentarische Kontrollgremium, das die Nachrichtendienste des Bundes kontrolliert.
In den 21. Deutschen Bundestag zog Kaufmann als Gewinner des Wahlkreises 194 ein.

## Privates
Kaufmann ist evangelisch, verheiratet, hat zwei Kinder und wohnt in Jena.